# Eaton Centre

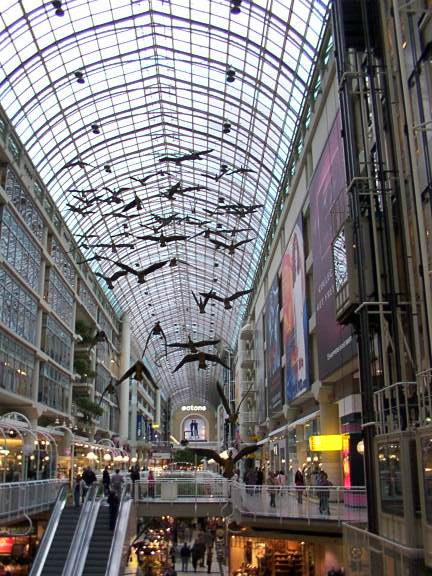
Wnętrze centrum handlowego

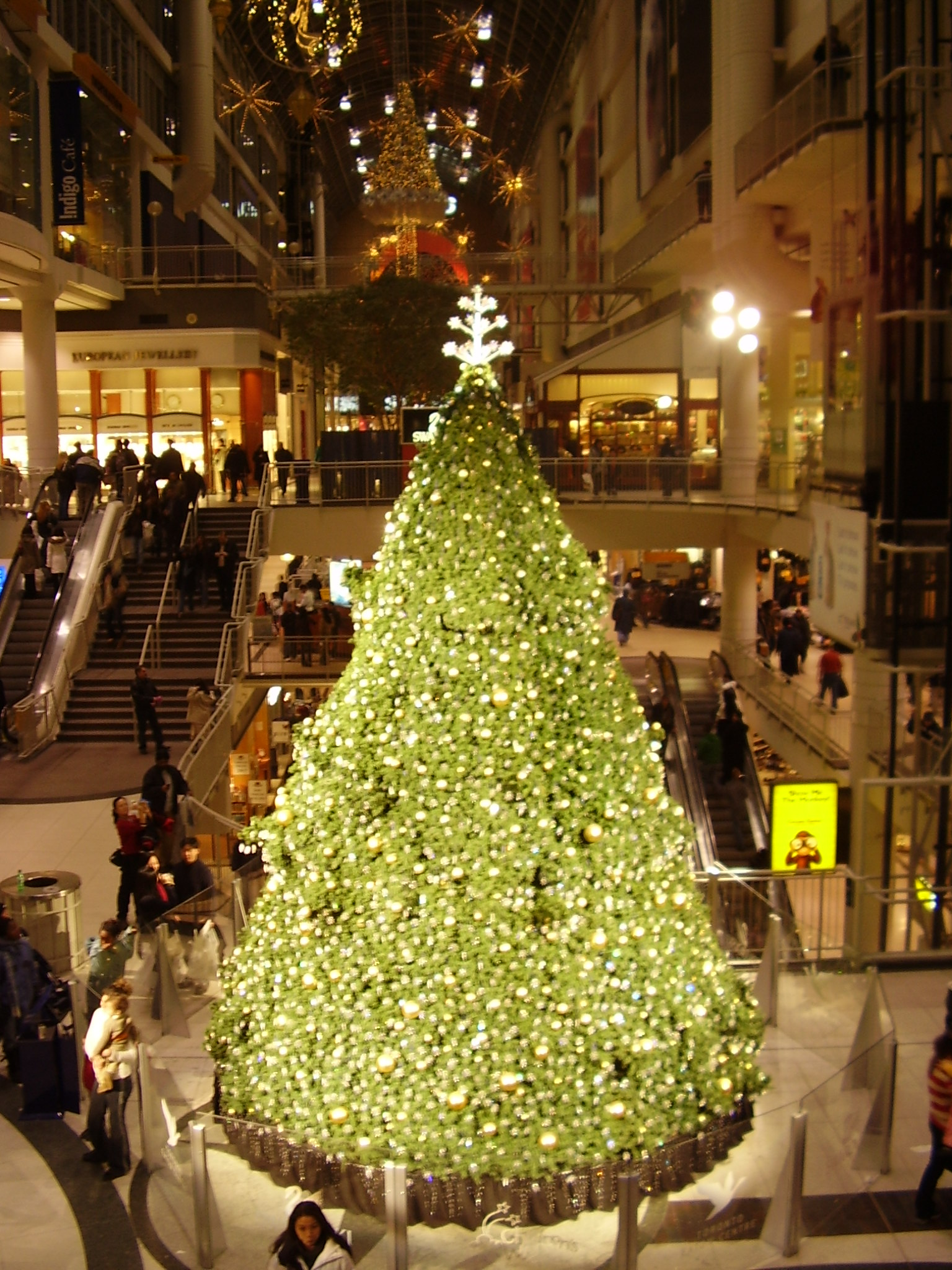
Choinka w centrum handlowym Eaton

Eaton Centre – centrum handlowe w centrum kanadyjskiego miasta Toronto, przy Yonge Street.
Budynek inspirowany mediolańską Vittore Emanuele II. Jest to kilkusetmetrowej długości oszklona galeria o wysokości 5 pięter. Centrum połączone jest systemem PATH z Financial District. Sąsiaduje z Dundas Square, Toronto City Hall, unikalnym teatrem Elgin & Winter Garden oraz Massey Hall.
Centrum handlowe rozciąga się pomiędzy domami towarowymi Eatons i The Bay. Centrum posiada ok. 320 sklepów, tygodniowo przewija się przez nie ponad milion osób. Pod stropem podwieszona jest rzeźba lecących kanadyjskich gęsi. W centrum otwarto w latach 70. jedno z pierwszych multipleksów.
W domu towarowym Eatons znajdują się Rooms of Distinction, które zostały ostatnio ponownie udostępnione do zwiedzania. Jest to 5 autentycznych pokoi z różnych okresów sięgających XVII wieku, przywiezione w całości w latach 30. z Londynu i zamontowane w budynku College Park. 
Po drugiej stronie centrum znajduje się dom towarowy The Bay, który jest bezpośrednim spadkobiercą Hudson's Bay Company. Jest to jedna z najstarszych wciąż działających organizacji handlowych świata, o ponad 330-letniej tradycji (założono ją w 1670). Sklep sprzedaje pledy w charakterystycznych kolorach, jakimi handlował za czasów traperów.
W budynku The Bay, na 9 piętrze, znajduje się prywatna galeria sztuki Thomson Gallery, założona przez milionera i zapalonego kolekcjonera Kena Thomsona. Posiada znaczący zbiór malarstwa, przede wszystkim twórców należących do Group of Seven, najbardziej znanego ruchu malarstwa kanadyjskiego (w stylu nieco przypominają impresjonistów lub malarstwo Młodej Polski). Thomson jest także jednym z głównych mecenasów Art Gallery Of Ontario i po rozbudowie galerii znajdzie tam miejsce znaczna część jego zbiorów.
Obok centrum handlowego znajduje się park Trinity Square. Obok XIX-wiecznego kościoła św. Trójcy znajdują się rzeźby mijających się ludzi i fontanna o kształcie po części wodospadu, po części małego strumienia. Charakterystycznym obiektem skweru jest wycięty w trawie labirynt, wzorowany na średniowiecznym pierwowzorze z katedry w Chartres.